# اوشی دیگارد
اوشی دیگارد (انگلیسی: Uschi Digard؛ زاده ۱۵ اوت ۱۹۴۸) یک بازیگر پورنوگرافی اهل سوئد است.